# うつみ&ルミ子の思い出ボロボロ
『うつみ&ルミ子の思い出ボロボロ』（うつみとるみこのおもいでぼろぼろ）は、かつてフジテレビにて放送されたヒューマンバラエティ番組。うつみ宮土理と小柳ルミ子の冠番組でもある。

## 概要
- 本番組は『愛する二人別れる二人』終了によるつなぎ番組の2作目として2ヶ月半放送された。
- 第2回の放送では小柳ルミ子の離婚特別企画として最初で最後の生放送が実施された。
- 小柳にとっては初のレギュラー司会を務める番組となった。

## 司会者
- うつみ宮土理（司会）
- 小柳ルミ子（準司会）

## 本番組に出演したゲスト
- 西川峰子
- 石井めぐみ
- アジャ・コング
- 中山麻里
- カルーセル麻紀

ほか

## テーマソング
- 想い出ぼろぼろ（内藤やす子）

## 備考
- 本番組は2000年1月10日 - 3月13日の放送予定であったが、雅子さまご懐妊特番や本番組による小柳ルミ子離婚特別企画のため放送開始日が1週間延期となり放送回数が1回延長となった。

## 放送時間
- 2000年1月17日〜3月27日 月曜19:00 - 19:54（日本時間、54分）

| フジテレビ 月曜19時枠                 | フジテレビ 月曜19時枠         | フジテレビ 月曜19時枠 |
| 前番組                                | 番組名                        | 次番組                |
| ------------------------------------- | ----------------------------- | --------------------- |
| 愛する二人別れる二人 ↓ 単発特別番組枠 | うつみ&ルミ子の思い出ボロボロ | となりのココロ        |